# Fair Oaks (Fairfax County, Virginia)
Fair Oaks ist ein Census-designated place im Fairfax County im US-Bundesstaat Virginia. Im Jahr 2020 hatte der Ort 34.052 Einwohner.

## Geographie
Fair Oaks umfasst ein großes Gebiet westlich der Stadt Fairfax, das sich auf die Fair Oaks Mall konzentriert. Vorstadtviertel und Büroparks nehmen den größten Teil des Ortes ein, die seit den 1980er Jahren weitgehend entwickelt wurden.
Das Fair Oaks CDP grenzt im Westen an Fair Lakes und Greenbriar und im Osten an Oakton und Fairfax City. Die Fair Oaks Mall befindet sich im Zentrum des CDP, in dem Winkel, der vom U.S. Highway 50 im Nordosten und der Interstate 66 im Süden gebildet wird, die sich an der Ausfahrt 57 der I-66 kreuzen. Die I-66 führt östlich 19 Meilen (31 km) nach Washington, D.C. und westlich 61 Meilen (98 km) nach Strasburg. Der U.S. Highway 50 führt nach Osten nach Fairfax und Washington, D.C. und nordwestlich 53 Meilen (85 km) nach Winchester. Der U.S. Highway 29 bildet die südliche Grenze des CDP und führt östlich nach Fairfax und Washington und westlich 17 Meilen (27 km) nach Gainesville.

## Bevölkerung
Die Bevölkerung Fair Oaks’ hat ein Durchschnittsalter von 32,7 Jahren, eine Frauenquote von 51,5 % und dementsprechend eine Männerquote von 48,5 %. Das jährliche Bevölkerungswachstum zwischen 2020 und 2021 betrug 1,2 %.